# Itacurubi
Itacurubi là một đô thị thuộc bang Rio Grande do Sul, Brasil. Đô thị này có diện tích 1114,518 km², dân số năm 2007 là 3568 người, mật độ 3,2 người/km².